# Coelogynopora forcipis
Coelogynopora forcipis är en plattmaskart som beskrevs av Sopott-Ehlers 1976. Coelogynopora forcipis ingår i släktet Coelogynopora och familjen Coelogynoporidae. Inga underarter finns listade i Catalogue of Life.